# Hans Kessler (Unternehmensberater)
Hans Kessler (* 3. August 1949 in Deutschland) ist ein deutscher Unternehmensberater. Er war von 2007 bis 2012 Präsident des SV Darmstadt 98, von 2012 bis 2015 Mitglied des Verwaltungsrates des Vereins und wurde im Oktober 2021 zum Ehrenpräsidenten der Lilien gewählt.

## Leben
Nach dem Abstieg des SV Darmstadt 98 von der drittklassigen Regionalliga Süd in die viertklassige Fußball-Hessenliga im Jahr 2007 trat ein großer Teil des Präsidiums zurück. Auf Initiative des Verwaltungsrates und auch des damaligen Oberbürgermeisters Walter Hoffmann unterstützte der Unternehmensberater Kessler den Verein in Restrukturierungs- und Sanierungsfragen. Walter Hoffmann gelang es, Kessler davon zu überzeugen, bei der Mitgliederversammlung im September 2007 als einziger Präsidentschaftskandidat anzutreten. Kessler wurde bei der Sitzung einstimmig zum neuen Vereinspräsidenten gewählt.
Im Dezember 2007 wurde im Zuge behördlicher Untersuchungen Akten aus der Geschäftsstelle beschlagnahmt, da der Verein sich in einer schweren wirtschaftlichen Krise befand. Diese mündete in einem nicht abzuwendenden Insolvenzeröffnungsantrag im März 2008. Im Mai 2008 gewann der Verein den Hessenpokal und stieg wieder in die Regionalliga Süd auf. Im Juli 2009 war es dem Verein möglich durch die Unterstützung der Fans den Insolvenzeröffnungsantrag zurückzuziehen. 2011 stieg der Verein in die 3. Liga auf. 
Kurz nach dem Beginn der 3. Liga-Saison 2012/13 kündigte Kessler an bei der Präsidentschaftswahl im September 2012 nicht mehr zu kandidieren. Er schlug den damaligen Vize-Präsidenten Rüdiger Fritsch als seinen Nachfolger vor, der schließlich auch als neuer Präsident gewählt wurde. Kessler war danach von 2012 bis 2015 Mitglied des Verwaltungsrates und wurde am 27. Oktober 2021 bei der Mitgliederversammlung des Vereins zum Ehrenpräsidenten gewählt.

## Ehrungen
Im Januar 2025 benannte der SV Darmstadt 98 im Stadion am Böllenfalltor eine neu gebaute Stadiontribüne in die Hans-Kessler-Kurve.

## Privates
Kessler ist verheiratet.